# Danh sách cầu dài nhất Việt Nam
Dưới đây là danh sách cầu dài nhất Việt Nam có chiều dài trên 1 km.

## Đã hoàn thành
| Hạng | Cầu                                  | Hình ảnh                          | Chiều dài (m) | Hoàn thành | Giao thông              | Bắc qua        | Vị trí                    | Ghi chú                                                     |  |
| ---- | ------------------------------------ | --------------------------------- | ------------- | ---------- | ----------------------- | -------------- | ------------------------- | ----------------------------------------------------------- |  |
| 1    | Cầu Đình Vũ – Cát Hải                |                                   | 5.442         | 2017       | Xa lộ                   | Biển           | Hải Phòng                 | Cầu vượt biển dài nhất Việt Nam                             |  |
| 2    | Cầu Vĩnh Thịnh                       |                                   | 4.480         | 2014       | Quốc lộ                 | Sông Hồng      | Hà Nội – Vĩnh Phúc        | Cầu vượt sông dài nhất Việt Nam                             |  |
| 3    | Cầu Hưng Đức                         |                                   | 4.036         | 2024       | Đường cao tốc           | Sông Lam       | Nghệ An – Hà Tĩnh         | Đường cao tốc Diễn Châu – Bãi Vọt                           |  |
| 4    | Cầu Nhật Tân                         |                                   | 3.900         | 2015       | Xa lộ                   | Sông Hồng      | Hà Nội                    | Cầu dây văng dài và lớn nhất Việt Nam                       |  |
| 5    | Cầu Vĩnh Tuy                         |                                   | 3.690         | 2008       | Xa lộ                   | Sông Hồng      | Hà Nội                    |                                                             |  |
| 6    | Cầu Thăng Long                       |                                   | 3.116         | 1978       | Đường bộ & Đường sắt    | Sông Hồng      | Hà Nội                    |                                                             |  |
| 7    | Cầu Thanh Trì                        |                                   | 3.084         | 2008       | Quốc lộ & Đường cao tốc | Sông Hồng      | Hà Nội                    | Đường vành đai 3 (Hà Nội)                                   |  |
| 8    | Cầu Bạch Đằng                        |                                   | 3.054         | 2018       | Đường cao tốc           | Sông Bạch Đằng | Hải Phòng – Quảng Ninh    | Đường cao tốc Hải Phòng – Móng Cái                          |  |
| 9    | Cầu Vàm Cống                         |                                   | 2.970         | 2018       | Đường cao tốc           | Sông Hậu       | Cần Thơ – Đồng Tháp       | Đường cao tốc Bắc – Nam phía Tây                            |  |
| 10   | Cầu Rạch Miễu                        |                                   | 2.868         | 2009       | Quốc lộ                 | Sông Tiền      | Tiền Giang – Bến Tre      |                                                             |  |
| 11   | Cầu Cần Thơ                          |                                   | 2.750         | 2010       | Quốc lộ                 | Sông Hậu       | Cần Thơ – Vĩnh Long       | Cầu dây văng có nhịp chính dài nhất Việt Nam và Đông Nam Á  |  |
| 12   | Cầu Thị Nại                          |                                   | 2.477         | 2006       | Xa lộ                   | Đầm Thị Nại    | Bình Định                 | Có tên khác là Cầu Nhơn Hội                                 |  |
| 13   | Cầu Long Thành                       |                                   | 2.346         | 2015       | Đường cao tốc           | Sông Đồng Nai  | Tp Hồ Chí Minh – Đồng Nai | Đường cao tốc Thành phố Hồ Chí Minh – Long Thành – Dầu Giây |  |
| 14   | Cầu Long Biên                        |                                   | 2.290         | 1902       | Đường bộ & Đường sắt    | Sông Hồng      | Hà Nội                    | Cầu sắt lâu đời nhất Việt Nam                               |  |
| 15   | Cầu Văn Úc                           |                                   | 2.240         | 2023       | Đường bộ                | Sông Văn Úc    | Hải Phòng                 |                                                             |  |
| 16   | Cầu Yên Lệnh                         |                                   | 2.230         | 2004       | Quốc lộ                 | Sông Hồng      | Hưng Yên – Hà Nam         |                                                             |  |
| 17   | Cầu Thái Hà                          |                                   | 2.159         | 2019       | Đường bộ                | Sông Hồng      | Thái Bình – Hà Nam        |                                                             |  |
| 18   | Cầu Hưng Hà                          |                                   | 2.118         | 2019       | Đường bộ                | Sông Hồng      | Hưng Yên – Hà Nam         |                                                             |  |
| 19   | Cầu Phú Mỹ                           |                                   | 2.031         | 2009       | Xa lộ                   | Sông Sài Gòn   | Thành phố Hồ Chí Minh     | Cầu dây văng lớn nhất Thành phố Hồ Chí Minh                 |  |
| 20   | Cầu Cao Lãnh                         |                                   | 2.015         | 2018       | Đường cao tốc           | Sông Tiền      | Đồng Tháp                 | Đường cao tốc Bắc – Nam phía Tây                            |  |
| 21   | Cầu Mỹ Thuận 2                       | Cầu Mỹ Thuận 2 đang thi công      | 1.906         | 2023       | Đường cao tốc           | Sông Tiền      | Tiền Giang – Vĩnh Long    | Đường cao tốc Bắc – Nam phía Đông                           |  |
| 22   | Cầu Cổ Lũy                           | Cầu Cổ Luỹ                        | 1.877         | 2020       | Đường bộ                | Sông Trà Khúc  | Quảng Ngãi                | Đường ven biển Dung Quất – Sa Huỳnh                         |  |
| 23   | Cầu Yên Xuân                         |                                   | 1.873         | 2016       | Đường bộ                | Sông Lam       | Nghệ An                   |                                                             |  |
| 24   | Cầu Bến Rừng                         |                                   | 1.857         | 2024       | Đường bộ                | Sông Đá Bạc    | Hải Phòng – Quảng Ninh    |                                                             |  |
| 25   | Cầu Thuận Phước                      |                                   | 1.856         | 2009       | Đường bộ                | Sông Hàn       | Đà Nẵng                   | Cầu dây võng dài nhất Việt Nam                              |  |
| 26   | Cầu Cửa Hội                          |                                   | 1.728         | 2021       | Đường bộ                | Sông Lam       | Nghệ An – Hà Tĩnh         | Cầu nối liền với bờ Sông Lam                                |  |
| 27   | Cầu Bình Than                        |                                   | 1.660         | 2016       | Quốc lộ                 | Sông Đuống     | Bắc Ninh                  |                                                             |  |
| 28   | Cầu Núi Đọ                           | Núi Đọ Bridge in January, 2023    | 1.646         | 2023       | Đường cao tốc           | Sông Chu       | Thanh Hóa                 | Đường cao tốc Mai Sơn – Quốc lộ 45                          |  |
| 29   | Cầu Nam Bình                         |                                   | 1.637         | 2015       | Đường cao tốc           | Sông Đáy       | Nam Định – Ninh Bình      | Đường cao tốc Cao Bồ – Mai Sơn                              |  |
| 30   | Cầu Cổ Chiên                         | Co Chien bridge                   | 1.599         | 2015       | Quốc lộ                 | Sông Cổ Chiên  | Bến Tre – Trà Vinh        |                                                             |  |
| 31   | Cầu Hoàng Văn Thụ                    |                                   | 1.570         | 2019       | Đường bộ                | Sông Cấm       | Hải Phòng                 |                                                             |  |
| 32   | Cầu Văn Lang                         |                                   | 1.557         | 2018       | Đường bộ                | Sông Hồng      | Hà Nội – Phú Thọ          |                                                             |  |
| 33   | Cầu Mỹ Thuận                         |                                   | 1.535         | 2000       | Quốc lộ                 | Sông Tiền      | Tiền Giang – Vĩnh Long    | Cầu dây văng đầu tiên ở Đồng bằng Sông Cửu Long             |  |
| 34   | Cầu Vân Tiên                         |                                   | 1.515         | 2022       | Đường cao tốc           | Biển           | Quảng Ninh                | Đường cao tốc Hải Phòng – Móng Cái                          |  |
| 35   | Cầu Đà Rằng (Quốc lộ 1)              |                                   | 1.512         | 2004       | Quốc lộ                 | Sông Đà Rằng   | Phú Yên                   | Cầu dài nhất Miền Trung                                     |  |
| 36   | Cầu Cửa Đại                          |                                   | 1.481         | 2016       | Đường bộ                | Sông Thu Bồn   | Quảng Nam                 |                                                             |  |
| 37   | Cầu Mỹ Lợi                           |                                   | 1.422         | 2015       | Quốc lộ                 | Sông Vàm Cỏ    | Long An – Tiền Giang      |                                                             |  |
| 38   | Cầu Cửa Nhượng                       |                                   | 1.368         | 2014       | Đường bộ                | Sông Lạc Giang | Hà Tĩnh                   | Cầu dài nhất Bắc Trung Bộ hiện nay                          |  |
| 39   | Cầu Sông Chanh                       |                                   | 1.320         | 2018       | Đường cao tốc           | Sông Bạch Đằng | Quảng Ninh                | Đường cao tốc Hải Phòng – Móng Cái                          |  |
| 40   | Cầu Hóa An                           |                                   | 1.306         | 2014       | Quốc lộ                 | Sông Đồng Nai  | Đồng Nai                  |                                                             |  |
| 41   | Cầu Bính                             |                                   | 1.280         | 2005       | Quốc lộ                 | Sông Cấm       | Hải Phòng                 |                                                             |  |
| 42   | Cầu Hùng Vương                       | Cầu Đà Rằng mới, Tuy Hòa, Phú Yên | 1.280         | 2010       | Xa lộ                   | Sông Đà Rằng   | Phú Yên                   |                                                             |  |
| 43   | Cầu Lạch Tray                        |                                   | 1.252         | 2015       | Đường cao tốc           | Sông Lạch Tray | Hải Phòng                 | Đường cao tốc Hà Nội – Hải Phòng                            |  |
| 44   | Cầu Thủ Thiêm                        |                                   | 1.250         | 2008       | Xa lộ                   | Sông Sài Gòn   | Thành phố Hồ Chí Minh     |                                                             |  |
| 45   | Cầu Đông Trù                         |                                   | 1.240         | 2014       | Quốc lộ & Xa lộ         | Sông Đuống     | Hà Nội                    | Cầu rộng nhất Việt Nam                                      |  |
| 46   | Cầu Hàm Luông                        |                                   | 1.227         | 2010       | Quốc lộ                 | Sông Hàm Luông | Bến Tre                   |                                                             |  |
| 47   | Cầu Kinh Dương Vương                 |                                   | 1.215         | 2023       | Đường bộ                | Sông Đuống     | Bắc Ninh                  |                                                             |  |
| 48   | Cầu Chương Dương                     |                                   | 1.213         | 1985       | Đường bộ                | Sông Hồng      | Hà Nội                    |                                                             |  |
| 49   | Cầu Trà Khúc 2                       |                                   | 1.200         | 2004       | Quốc lộ                 | Sông Trà Khúc  | Quảng Ngãi                |                                                             |  |
| 50   | Cầu Kiền                             |                                   | 1.186         | 2003       | Quốc lộ                 | Sông Cấm       | Hải Phòng                 |                                                             |  |
| 51   | Cầu Chà Và                           |                                   | 1.152         | 2011       | Đường bộ                | Biển           | Bà Rịa – Vũng Tàu         | Cầu dài nhất Đông Nam Bộ                                    |  |
| 52   | Cầu đường bộ Đà Rằng (nội ô Tuy Hòa) |                                   | 1.128         | 2019       | Đường bộ                | Sông Đà Rằng   | Phú Yên                   |                                                             |  |
| 53   | Cầu Phả Lại                          |                                   | 1.125         | 2005       | Đường bộ                | Sông Thái Bình | Bắc Ninh – Hải Dương      |                                                             |  |
| 54   | Cầu đường bộ Bình Lợi                |                                   | 1.100         | 2013       | Xa lộ                   | Sông Sài Gòn   | Thành phố Hồ Chí Minh     | Đại lộ Phạm Văn Đồng                                        |  |
| 55   | Cầu Tân Đệ                           |                                   | 1.080         | 2002       | Quốc lộ                 | Sông Hồng      | Thái Bình – Nam Định      |                                                             |  |
| 56   | Cầu Câu Lâu                          |                                   | 1.056         | 2004       | Quốc lộ                 | Sông Thu Bồn   | Quảng Nam                 |                                                             |  |
| 57   | Cầu Ngọc Tháp                        |                                   | 1.051         | 2011       | Quốc lộ                 | Sông Hồng      | Phú Thọ                   |                                                             |  |
| 58   | Cầu Nguyệt Viên                      |                                   | 1.045         | 2015       | Quốc lộ                 | Sông Mã        | Thanh Hóa                 |                                                             |  |
| 59   | Cầu Kỳ Lam                           |                                   | 1.045         | 2017       | Đường cao tốc           | Sông Thu Bồn   | Quảng Nam                 | Đường cao tốc Đà Nẵng – Quảng Ngãi                          |  |
| 60   | Cầu Giao Thủy                        |                                   | 1.023         | 2017       | Đường bộ                | Sông Thu Bồn   | Quảng Nam                 |                                                             |  |
| 61   | Cầu An Đông                          | Cầu An Đông, Phan Rang            | 1.018         | 2015       | Đường bộ                | Sông Dinh      | Ninh Thuận                |                                                             |  |
| 62   | Cầu La Tiến                          |                                   | 1.003         | 2019       | Đường bộ                | Sông Luộc      | Thái Bình – Hưng Yên      |                                                             |  |

## Cầu đang xây
| Hạng | Cầu                      | Chiều dài (m) | Hình ảnh             | Hoàn thành | Giao thông               | Bắc qua              | Vị trí                          | Ghi chú |
| ---- | ------------------------ | ------------- | -------------------- | ---------- | ------------------------ | -------------------- | ------------------------------- | --- |
| 1    | Cầu Phước An             | 3.477         |                      | ––         | Đường bộ                 | Sông Thị Vải         | Bà Rịa – Vũng Tàu – Đồng Nai    | |
| 2    | Cầu Phước Khánh          | 3.186         | Cầu Phước Khánh 2017 | ––         | Đường cao tốc            | Sông Lòng Tàu        | Tp Hồ Chí Minh – Đồng Nai       | Đường cao tốc Bến Lức – Long Thành Cầu có tĩnh không lưu thông thuyền cao nhất Việt Nam                                |
| 3    | Cầu Bình Khánh           | 2.764         |                      | ––         | Đường cao tốc            | Sông Soài Rạp        | Tp Hồ Chí Minh                  | Đường cao tốc Bến Lức – Long Thành Cầu dây văng cao nhất Việt Nam Cầu có tĩnh không lưu thông thuyền cao nhất Việt Nam |
| 4    | Cầu Sông Gianh (Cao tốc) | 2.600         |                      | ––         | Đường cao tốc            | Sông Gianh           | Quảng Bình                      | Đường cao tốc Vũng Áng – Bùng                                                                                          |
| 5    | Cầu Đại Ngãi             | 2.559         |                      | 2026       | Quốc lộ                  | Sông Hậu             | Trà Vinh – Sóc Trăng            | |
| 6    | Cầu Nhơn Trạch           | 2.480         |                      | ––         | Đường bộ & Đường cao tốc | Sông Đồng Nai        | Thành phố Hồ Chí Minh –Đồng Nai | Đường vành đai 3 (Thành phố Hồ Chí Minh)                                                                               |
| 7    | Cầu vượt biển Thuận An   | 2.320         |                      | 2025       | Quốc lộ                  | Sông Hương           | Thừa Thiên Huế                  | Vượt của biển Thuận An                                                                                                 |
| 8    | Cầu Rạch Miễu 2          | 1.954         |                      | 2025       | Sông Tiền                | Tiền Giang – Bến Tre |                                 | |

## Dự án
| Hạng | Cầu                | Chiều dài (m) | Hoàn thành | Giao thông    | Bắc qua               | Vị trí                           | Ghi chú                           |
| ---- | ------------------ | ------------- | ---------- | ------------- | --------------------- | -------------------------------- | --------------------------------- |
| 1    | Cầu Cát Lái        | 3.782         | 2025       | Đường bộ      | Sông Đồng Nai         | Thành phố Hồ Chí Minh – Đồng Nai |                                   |
| 2    | Cầu Cần Giờ        | 3.400         | ––         | Đường bộ      | Sông Soài Rạp         | Thành phố Hồ Chí Minh            |                                   |
| 3    | Cầu Trần Hưng Đạo  | 3.000         | ––         | Đường bộ      | Sông Hồng             | Hà Nội                           |                                   |
| 4    | Cầu Tứ Liên        | 3.000         | ––         | Đường bộ      | Sông Hồng             | Hà Nội                           |                                   |
| 5    | Cầu Giang Biên     | 2.230         | ––         | Đường bộ      | Sông Đuống            | Hà Nội                           |                                   |
| 6    | Cầu Thủ Thiêm 4    | 2.160         | ––         | Đường bộ      | Sông Sài Gòn          | Thành phố Hồ Chí Minh            |                                   |
| 7    | Cầu Nguyễn Trãi    | 1.451         | 2024       | Đường bộ      | Sông Bạch Đằng        | Hải Phòng                        |                                   |
| 8    | Cầu Bình Tiên      | 1.413         | ––         | Đường bộ      | Kênh Tàu Hủ, Kênh Đôi | Thành phố Hồ Chí Minh            |                                   |
| 9    | Cầu Hồng Hà        | ––            | ––         | Đường cao tốc | Sông Hồng             | Hà Nội                           | Đường vành đai 4 (Hà Nội)         |
| 10   | Cầu Mễ Sở          | ––            | ––         | Đường cao tốc | Sông Hồng             | Hà Nội                           | Đường vành đai 4 (Hà Nội)         |
| 11   | Cầu Ngọc Hồi       | ––            | ––         | Đường cao tốc | Sông Hồng             | Hà Nội                           | Đường vành đai 3,5 (Hà Nội)       |
| 12   | Cầu Phú Xuyên      | ––            | ––         | Đường cao tốc | Sông Hồng             | Hà Nội                           | Đường trục Tây Bắc – Quốc lộ 5    |
| 13   | Cầu Phượng Hoàng   | ––            | ––         | Đường cao tốc | Sông Hồng             | Đà Nẵng                          |                                   |
| 14   | Cầu Thăng Long mới | ––            | ––         | Đường cao tốc | Sông Hồng             | Hà Nội                           | Đường vành đai 3 (Hà Nội)         |
| 15   | Cầu Thủ Thiêm 3    | ––            | ––         | Đường bộ      | Sông Sài Gòn          | Thành phố Hồ Chí Minh            |                                   |
| 16   | Cầu Thượng Cát     | ––            | ––         | Đường cao tốc | Sông Hồng             | Hà Nội                           | Đường vành đai 3,5 (Hà Nội)       |
| 17   | Cầu Vân Phúc       | ––            | ––         | Đường bộ      | Sông Hồng             | Hà Nội – Vĩnh Phúc               |                                   |
| 18   | Cầu Cần Thơ 2      | ––            | ––         | Đường cao tốc | Sông Hậu              | Vĩnh Long – Cần Thơ              | Đường cao tốc Bắc – Nam phía Đông |